# Oflag VII-B
L'Oflag VII-B est un camp de prisonniers de guerre pour officiers qui était situé à Eichstätt, en Bavière (Allemagne) au cours de la Seconde Guerre mondiale. Il a fonctionné entre 1939 et 1945 et était établi sur le site actuellement occupé par la police bavaroise anti-émeute.